# Володарский, Юрий Алимович
Ю́рий Али́мович Волода́рский (род. 3 июня 1965 года, Киев) — украинский критик, журналист, публицист.

## Биография
Выпускник математического факультета Тартуского университета. С 2002 года в журналистике. Работал в журналах «Афиша», «10 дней», «Профиль», был редактором отдела культуры и заместителем главного редактора газеты «24». Публиковался в таких украинских и российских СМИ, как Forbes.ua, «Газета по-киевски», «Политека», Cultprostir, «Огонек», «Частный корреспондент», «Новый мир», Colta.ru и других. Постоянный литературный обозреватель журнала «ШО», газеты «2000», журнала «Фокус», сотрудничает с другими сетевыми и печатными изданиями.
В 2015 году был членом жюри ведущей литературной премии Украины «Книга года Би-би-си» и журналистского конкурса «Текст», в 2016 году вёл на радио «Ностальжи» и интернет-радио «Аристократы» авторскую программу о литературе «Книжное сословие». Автор книги стихов «Записки живца» (1998), составитель сборника «Небо этого лета. Рассказы украинских писателей» (2015).

## Авторские колонки
- Книжный Дозор с Юрием Володарским в журнале «ШО»
- Статьи Юрия Володарского в журнале «Фокус»
- Статьи Юрия Володарского в газете «2000»
- Театральные рецензии Юрия Володарского на сайте интернет-издания Yabl
- Публикации Юрия Володарского из «Журнального зала»

## Интервью
- Литературный критик Юрий Володарский — гость ток-шоу «Люди. Hard Talk» (видео)
- Юрий Володарский в ток-шоу «Люди. Hard Talk»: «Такой языковой ситуации, как в Украине, нет почти нигде в мире»
- Юрий Володарский: «Не нужно смотреть на мир сквозь розовые очки!»
- Юрий Володарский: «Критик не знает, как надо − он знает, как не надо»